# 大華航空9565號班機事故

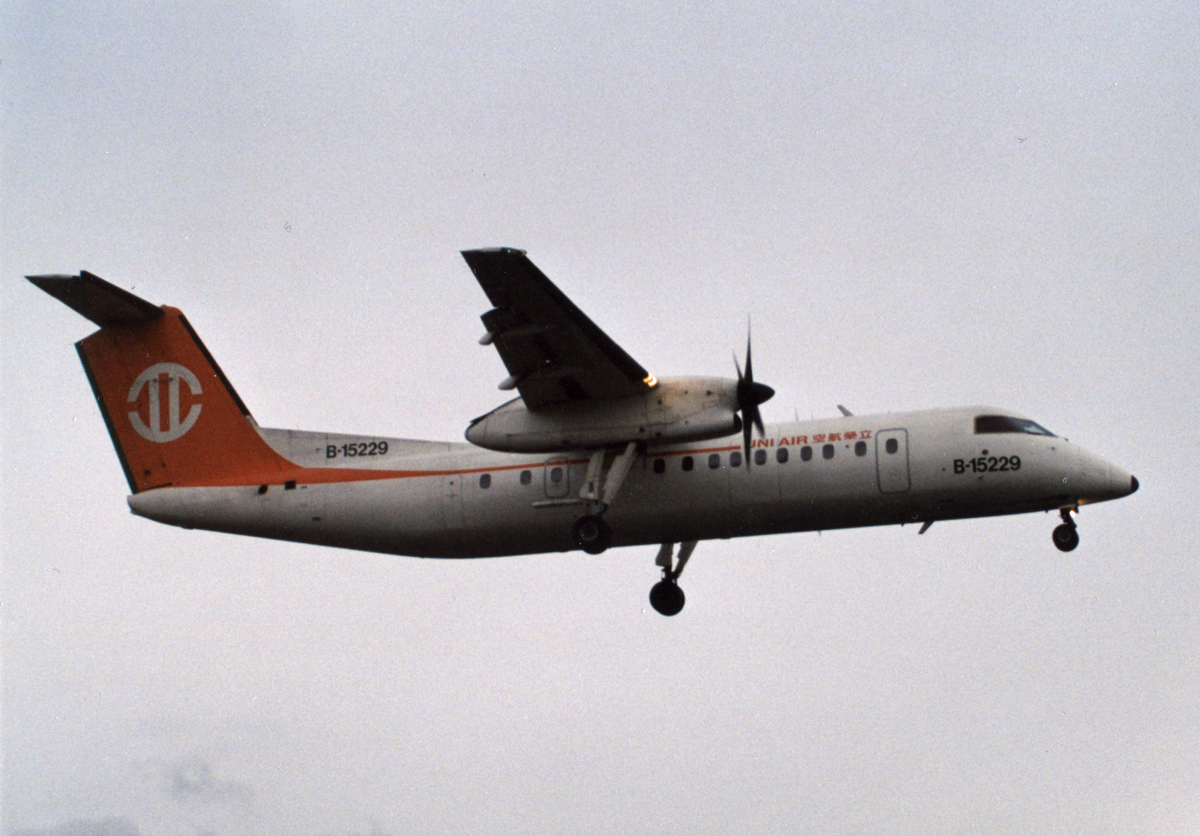
2000年10月攝於臺灣臺北松山機場的照片，當時事故的飛機已於大華航空被立榮航空收購後服役

大華航空9565號班機事故是1998年3月23日一架德哈維蘭加拿大DHC-8自臺北松山機場飛往嘉義機場的飛機在飛抵苗栗縣後龍鎮上空時，一名旅客林進文企圖縱火劫機被制伏，無人傷亡。